# Darryl F. Zanuck
Darryl Francis Zanuck (ur. 5 września 1902 w Wahoo, zm. 22 grudnia 1979 w Palm Springs) – amerykański producent filmowy, który odegrał ważną rolę w systemie hollywoodzkich wielkich wytwórni filmowych. 

## Biografia
Urodził się w Wahoo w stanie Nebraska, jako syn Louise Torpin i Franka Zanucka, hotelarza. Jego ojciec miał holenderskich i niemieckich przodków. Kiedy miał sześć, lat przeniósł się z matką do Los Angeles, gdzie lepszy klimat miał poprawić nadwątlone zdrowie jego matki. Kiedy miał osiem lat, znalazł pierwszą pracę w filmie jako statysta, co jednak nie spotkało się to z aprobatą ojca, który sprowadził go z powrotem do Nebraski. W 1917, mimo że miał dopiero 14 lat, wstąpił do wojska. Służył we Francji. Po powrocie do USA imał się różnych zajęć. W końcu spróbował sił jako pisarz. Pierwszą filmową historię sprzedał w 1922 Williamowi Russellowi, a drugą – Irvingowi Thalbergowi. Następnie pracował dla Macka Sennetta. Później wymyślił serię o Rin Tin Tinie - policyjnym psie – dla wytwórni Warner Bros. Pictures. W latach 1924–1929 pod kilku pseudonimami napisał 40 scenariuszy.
W 1929 został członkiem zarządu wytwórni Warner Bros, a dwa lata później został szefem produkcji w tej firmie. W 1933 opuścił Warnera, by założyć z Josephem Schenckiem i Williamem Goetzem Twentieth Century Pictures. W 1935 wykupił studia Foxa i przekształcił studio w 20th Century Fox, którego został wiceprezesem. Był zaangażowany w proces przygotowania filmów i bezpośrednio w produkcję. Podczas wojny pracował dla armii.
W 1946 powiedział: „Telewizja nie będzie w stanie utrzymać się na rynku dłużej niż sześć miesięcy. Ludzie wkrótce zmęczą się gapieniem się na pudełko ze sklejki każdej nocy”.
W latach 50. wycofał się ze studia, by skoncentrować się na pracy producenta w Europie. Porzucił żonę, Virginię Fox-Zanuck, a w produkowanych przez siebie filmach promował swoje kolejne kochanki, m.in. Bellę Darvi, Juliette Gréco czy Irinę Demick. W 1962 wrócił do wytwórni, ponieważ studio zmagało się ze skończeniem filmu Kleopatra (1963). Awansował swojego syna, Richarda D. Zanucka, na szefa produkcji. Ok. 1969 wmieszał się w walki pomiędzy zarządem a swoim synem. W maju 1971 został zmuszony do odejścia ze studia.
Ze względu na wkład w rozwój przemysłu filmowego, ma własną gwiazdę w Hollywoodzkiej Alei Sław.
Zmarł na raka szczęki w Palm Springs w wieku 77 lat i został pochowany na Westwood Village Memorial Park.

## Nagrody
- Nagroda Akademii Filmowej 1938, 1945 i 1951: Nagroda Irvinga G. Thalberga
- Złoty Glob 1954: Nagroda Cecila B. DeMille’a